# Cantone di Saint-Dizier-1
Il Cantone di Saint-Dizier-1 è una divisione amministrativa dell'Arrondissement di Saint-Dizier.
È stato costituito a seguito della riforma approvata con decreto del 17 febbraio 2014, che ha avuto attuazione dopo le elezioni dipartimentali del 2015.
Riunisce il soppresso Cantone di Saint-Dizier-Ouest con 2 comuni del soppresso Cantone di Wassy.

## Composizione
Comprende parte della città di Saint-Dizier e i seguenti 10 comuni:
- Allichamps
- Éclaron-Braucourt-Sainte-Livière
- Hallignicourt
- Humbécourt
- Laneuville-au-Pont
- Louvemont
- Moëslains
- Perthes
- Valcourt
- Villiers-en-Lieu